# Mole Creek
Mole Creek est une petite localité australienne du bassin supérieur de la Mersey River, au nord de la Tasmanie.
Elle a adopté le nom d'un affluent rive droite de la Mersey River, fleuve qui prend sa source au pied du Mount Parmeener, dans le massif des Great Western Tiers (en).
La localité appartient à la zone d'administration locale gérée par le Conseil de la vallée Meander, dans la circonscription électorale de Lyons.
Au recensement de 2011, Mole Creek et ses environs avait une population de 609 habitants.

## Économie et services
Une antenne postale est présente dans le Mole Creek Hotel[réf. souhaitée].
L'aéroport le plus proche est celui de Devonport (IATA: DPO, ICAO: YDPO) à 33 km au nord-ouest d'Elizabeth Town. Devonport est également un port d'embarquement des ferries pour Melbourne.
Le tourisme artisanal fait partie des activités de la région de Mole Creek, avec notamment des miellleries.
Mole Creek est un point de départ pour accéder à plusieurs parcs de la zone de nature sauvage de Tasmanie, inscrite sur la liste du patrimoine mondial de l'UNESCO : Parc national Mole Creek Karst, Réserve nationale Devils Gullet (en), Parc national Walls of Jerusalem, Aire de protection du Plateau Central (en). Dans ces sites se trouvent notamment les grottes aménagées Marakoopa Caves et King Salomons Caves.